# Bojan Knežević
Bojan Knežević est un footballeur croate né le 28 janvier 1997 à Zagreb. Il évolue au poste de milieu terrain au Lokomotiva Zagreb en prêt du Dinamo Zagreb. 

## Biographie
Le père de Bojan étant serbe, il a été contacté par la fédération serbe de football pour jouer pour la Serbie et n'a pas rejeté la demande de la FSS.

### En équipe nationale
Bojan Knežević dispute avec l'équipe de Croatie des moins de 17 ans le championnat d'Europe des moins de 17 ans 2013 qui se déroule en Slovaquie. Il dispute dans la foulée la Coupe du monde des moins de 17 ans 2013 aux Émirats arabes unis. Lors du mondial des cadets, il joue deux matchs, contre le Panama et l'Ouzbékistan. 
Il participe ensuite avec la sélection croate des moins de 19 ans au championnat d'Europe des moins de 19 ans 2016 organisé en Allemagne.

## Statistiques
| Saison                | Club                  | Championnat           | Championnat | Championnat | Coupe(s) nationale(s) | Coupe(s) nationale(s) | Compétition(s) continentale(s) | Compétition(s) continentale(s) | Compétition(s) continentale(s) | Total | Total |
| Saison                | Club                  | Division              | M.          | B.          | M.                    | B.                    | Comp.                          | M.                             | B.                             | M.    | B.    |
| 2013-2014             | Dinamo Zagreb         | Prva HNL              | 1           | 0           | 0                     | 0                     | C1+C3                          | 0+0                            | 0+0                            | 1     | 0     |
| 2014-2015             | Dinamo Zagreb         | Prva HNL              | 0           | 0           | 0                     | 0                     | C1+C3                          | 0+0                            | 0+0                            | 0     | 0     |
| 2015-2016             | Dinamo Zagreb         | Prva HNL              | 1           | 0           | 0                     | 0                     | C1                             | 0                              | 0                              | 1     | 0     |
| Total sur la carrière | Total sur la carrière | Total sur la carrière | 2           | 0           | 0                     | 0                     | -                              | 0                              | 0                              | 2     | 0     |

## Palmarès
- Champion de Croatie  en 2014 et 2016 avec le Dinamo Zagreb